# 菱鰈
菱鰈，為輻鰭魚綱鰈形目鰈亞目菱鰈科的其中一種，分布於西南太平洋的紐西蘭海域、半鹹水域，棲息深度22-100公尺，體長可達25公分，為底棲性魚類，生活在沙底質海域、河口區，屬肉食性，生活習性不明，可做為食用魚及遊釣魚。

## 擴展閱讀
維基物種上的相關：菱鰈